# Yochk’o Seffer

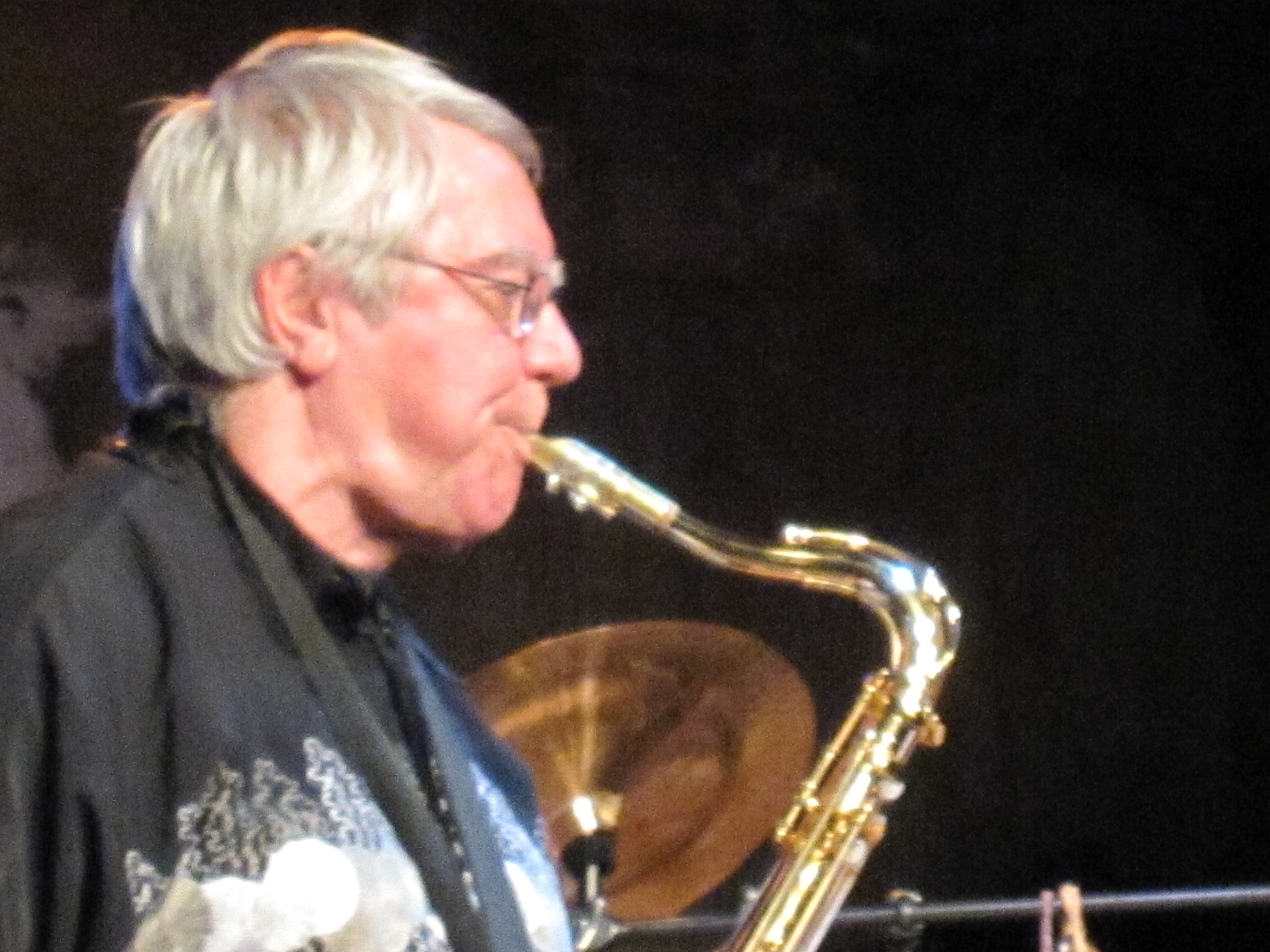
Yochk’o Seffer (2010)

Yochk’o Seffer (* 10. Juli 1939 in Miskolc, Ungarn als Seffer József) ist ein französischer Jazzmusiker (Tenorsaxophon, Klarinette, Tárogató) und Komponist ungarischer Herkunft. Seffer ist auch als bildender Künstler aktiv.

## Leben
Seffer erhielt ab dem sechsten Lebensjahr Musikunterricht. 1956 migrierte er aus politischen Gründen nach Frankreich, wo er das Conservatoire de Paris besuchte; er war Student von Nadia Boulanger und hörte auch bei Olivier Messiaen. 1959 spielte er im Jazzclub La Bohème mit Mal Waldron. Von 1963 bis 1968 war er Mitglied der Rock-’n’-Roll-Band von Eddy Mitchell, um dann mit Didier Levallet, Siegfried Kessler und Jean-My Truong in der Gruppe Perception Free Jazz zu spielen. 1971 wechselte er ins Fusionlager und wurde Mitglied der Gruppe Magma. Mit Faton Cahen gründete er Ende 1972 die Zeuhl-Band Zao, der er für vier Alben bis 1976 angehörte. In den nächsten vier Jahren leitete er das Improvisationsensemble Neffesh-Music, der auch Mitglied des Ensemble Intercontemporain angehörten. Nachdem er dann eine Bigband bildete und Duos mit Faton Cahen, Kathy Lajos Horvath und Siegfried Kessler spielte, arbeitete er Mitte der 1980er Jahre mit J. F. Jenny-Clark, Kessler, Michel Godard und Peter Gritz in der Formation Chromophonie und in einem Saxophonseptett, aber auch mit Barre Phillips, Barry Altschul und François Méchali.
In den nächsten Jahren nahm er einige Tribut-Alben auf, unter anderem mit Ornette Coleman und verfolgte frühere Projekte weiter. Er ist der Vater der Geigerin Debora Seffer.

## Diskographische Hinweise
- Perception (1972)
- Christian Vander et les trois Jeff (1972)
- Perception: Perception and Friends (1972)
- Neffesh Music: Ima (1977)
- Neffesh Music: Ghilgoul (1978)
- Ethnic Duo (1981)
- Septuor de saxophones: Torma (1986)
- Adama (1986)
- Y. Seffer – S. Kessler: Dialogue (1986)
- Monk for Ever (1989)
- Prototype (1989)
- Magyar Etno (1995)
- Ornette for Ever (1996)
- Rétrospective (1997)
- Y. Seffer – S. Kessler: Play Ellington (1999)
- The Voices of Tarogato (2007)
- Acèl Toll (2011)